# Kirche Zaußwitz

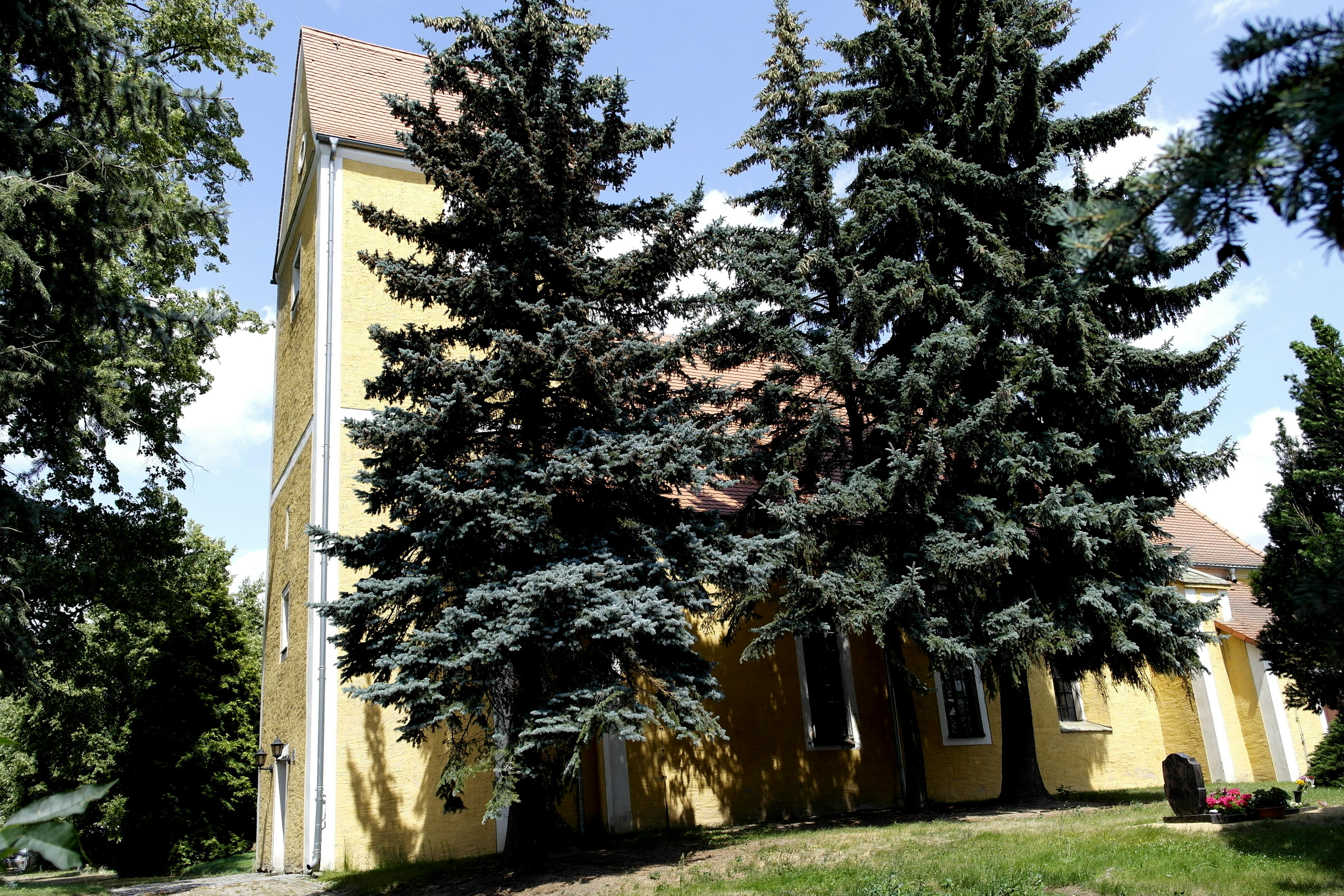
Ansicht

Die evangelisch-lutherische Kirche in Zaußwitz, einem Ortsteil der Gemeinde Liebschützberg im Landkreis Nordsachsen, befindet sich  im ländlichen Gebiet zwischen Oschatz, Riesa und Strehla.

## Geschichte

### Bis 1800
Urkundlich wird ein Herrensitz Heinricus de Zuzitc um 1287 erwähnt. Das Mauerwerk des Turmuntergeschosses lässt auf einen Kirchenbau aus dem 11. Jahrhundert schließen. In dieser Zeit besiedelten die ersten deutschen Wehrbauern das Land. Daher liegt die Vermutung nahe, das es eine Wehrkirche auf einem kleinen Hügel sein könnte. Um 1500 ist eine  Pfarrkirche (Archidiakonat Dompropstei, sedes Oschatz/Mn) aufgeführt. In den Jahren 1595 bis 1596 erfolgten mehrere Reparaturen unter dem Baumeister Nicolaus Wagner. Auch ein neuer Altar wurde um 1596 angeschafft.
Im Jahr 1796 wurden wiederum einige Veränderungen vorgenommen. Das Eingangsportal wurde von der Südseite auf die Turmseite verlegt. Ebenso wurde das Kirchengestühl erneuert. Eine Überarbeitung der Orgel erfolgte ebenfalls. Das Geläut bestand aus drei Bronzeglocken. Die große Glocke stammt aus dem Jahr 1516 während die beiden kleineren etwas später beschafft worden sind.

### Ab 1800
Im Jahr 1869 wurde die Kirche restauriert und der Chor im gotischen Stil erweitert. Den viereckigen dreiseitigen Chor auf der Ostseite verstärken vier Strebepfeiler geschmückt mit Reliefsteinen.
Der Innenraum des Langhauses mit flachgedeckten Emporensaal hat beidseits je drei hohe Rundbogenfenster. Er ist schlicht und schmucklos in weißen und hellgrauen Tönen gehalten, während die Einbauten im hellblauen Ton abgesetzt sind. Die Kirche hat beidseits einstöckige Empore einschließlich der Orgelempore. Die kleine Orgel ist aus dem Jahr 1869 und wurde von Gottlob Heinrich Nagel aus Großenhain gefertigt. Im Jahr 1894 bekamen die beiden seitlichen Altarfenster im Altarraum bunte bleiverglaste Fenster. Diese im Jugendstilform gefertigten Fenster zeigen je ein Medaillon mit Bildnissen von Moses und Jesus Christus. Das Altarbild stellt die Versuchung Christi vor seiner Gefangennahme dar. Es wurde im Jahr 1970 an die Chornordwand versetzt. Bei Renovierungsarbeiten konnte festgestellt werden, dass unter der geputzten Decke sich eine bemalte Holzdecke aus der Renaissancezeit befindet.
In den 1980er Jahren erfolgte mit Hilfe der Gemeinde und des ganzen Dorfes eine erneute notwendige Erneuerung der Kirche. Um 1985 wurde der Außenputz erneuert. Nach 1990 wurde in der Kirche unter der Orgelempore eine Winterkirche eingerichtet. Ab 2011 gehörte die Kirche Zaußwitz zur Bornaer evangelisch-lutherischen Kirchgemeinde, seit 2020 zur Kirchgemeinde Oschatzer Land im Kirchenbezirk Leisnig-Oschatz der Evangelisch-Lutherischen Landeskirche Sachsens.

## Geläut
Das jetzige Geläut besteht aus zwei Eisenhartgussglocken aus der Glockengießerei Schilling und Lattermann aus Apolda und einer Bronzeglocke.
Der Glockenstuhl besteht aus einer Holzkonstruktion und die Glockenjoche aus Stahl.
Im Folgenden eine Datenübersicht:
| Nr. | Gussdatum | Gießer                                   | Material            | Durchmesser | Masse  | Schlagton |
| --- | --------- | ---------------------------------------- | ------------------- | ----------- | ------ | --------- |
| 1   | 1955      | Glockengießerei Schilling und Lattermann | Eisenhartgussglocke | 1200 mm     | 620 kg | h´        |
| 2   | 1933      | Glockengießerei Schilling                | Bronzeglocke        | 750 mm      | 250 kg | dis´´     |
| 3   | 1955      | Glockengießerei Schilling und Lattermann | Eisenhartgussglocke | 800 mm      | 200 kg | fis´´     |

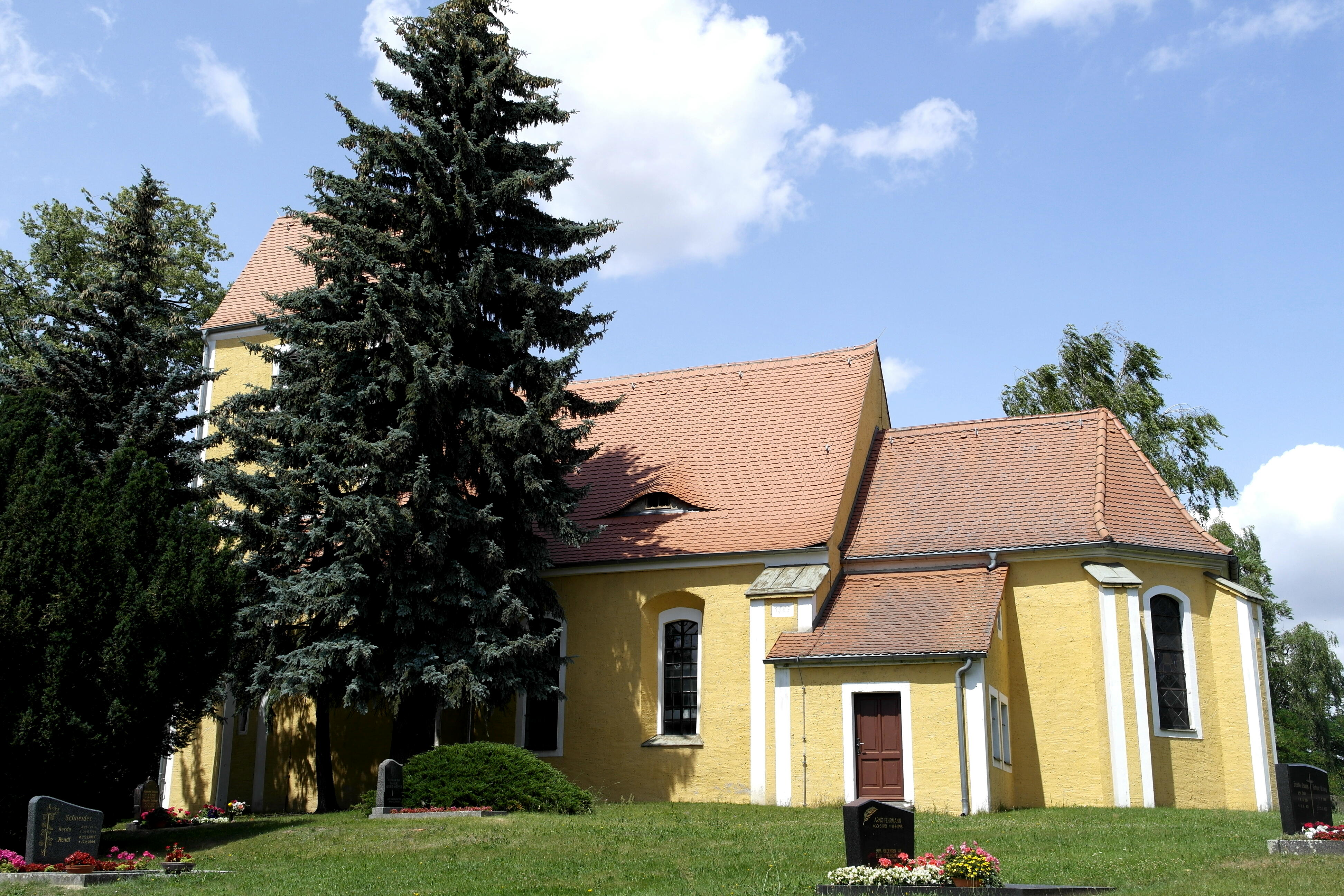
Südansicht
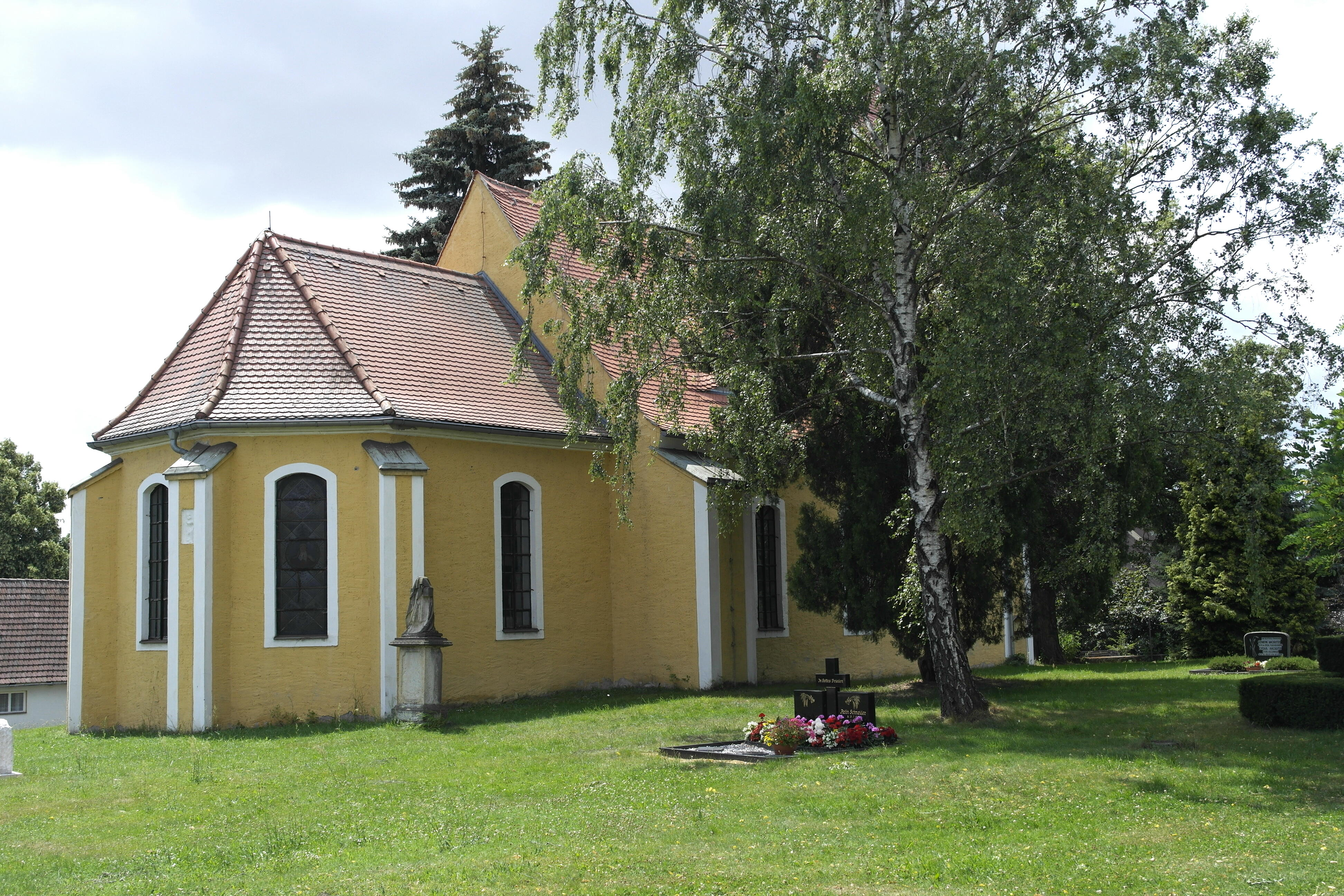
Ostansicht
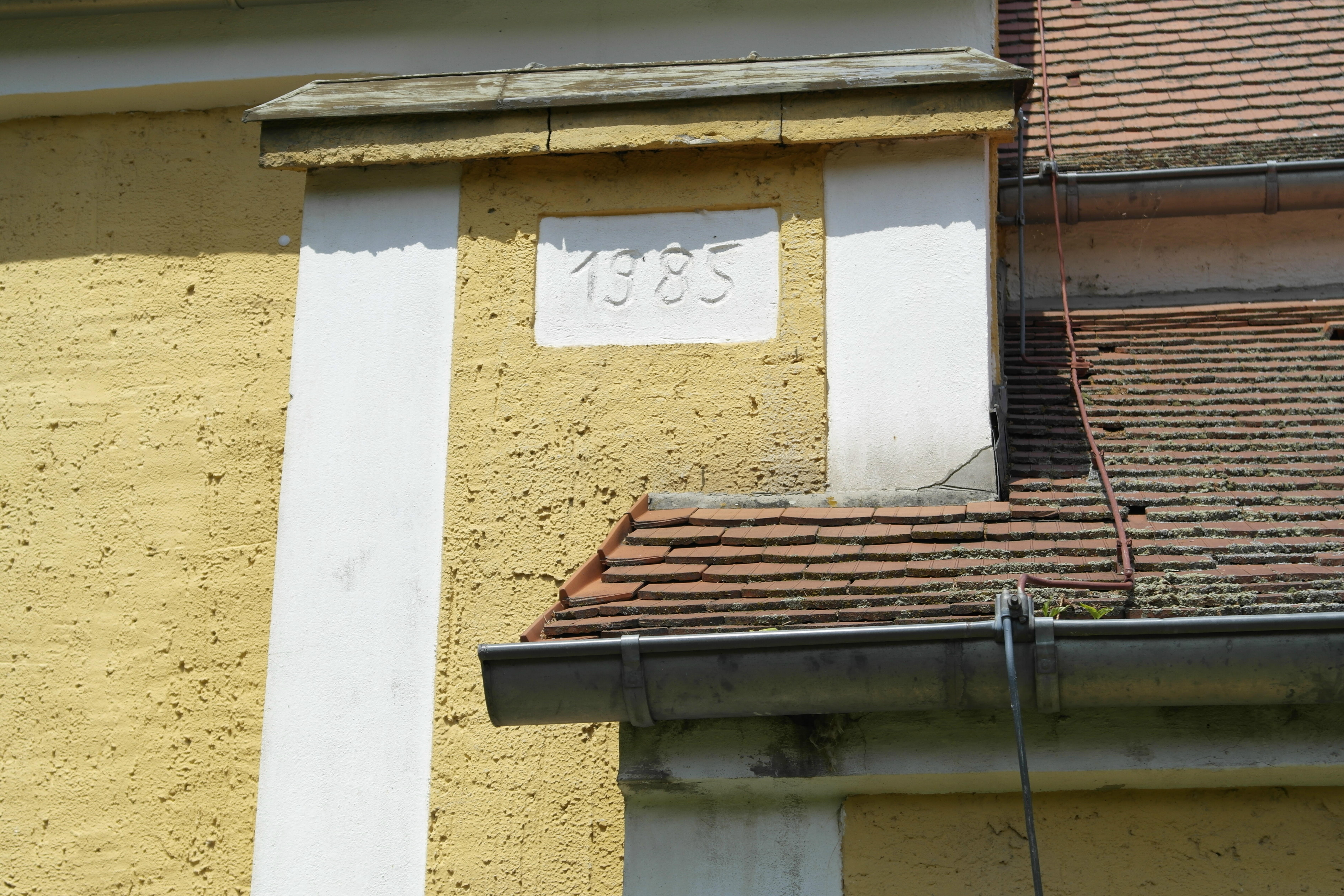
Detail
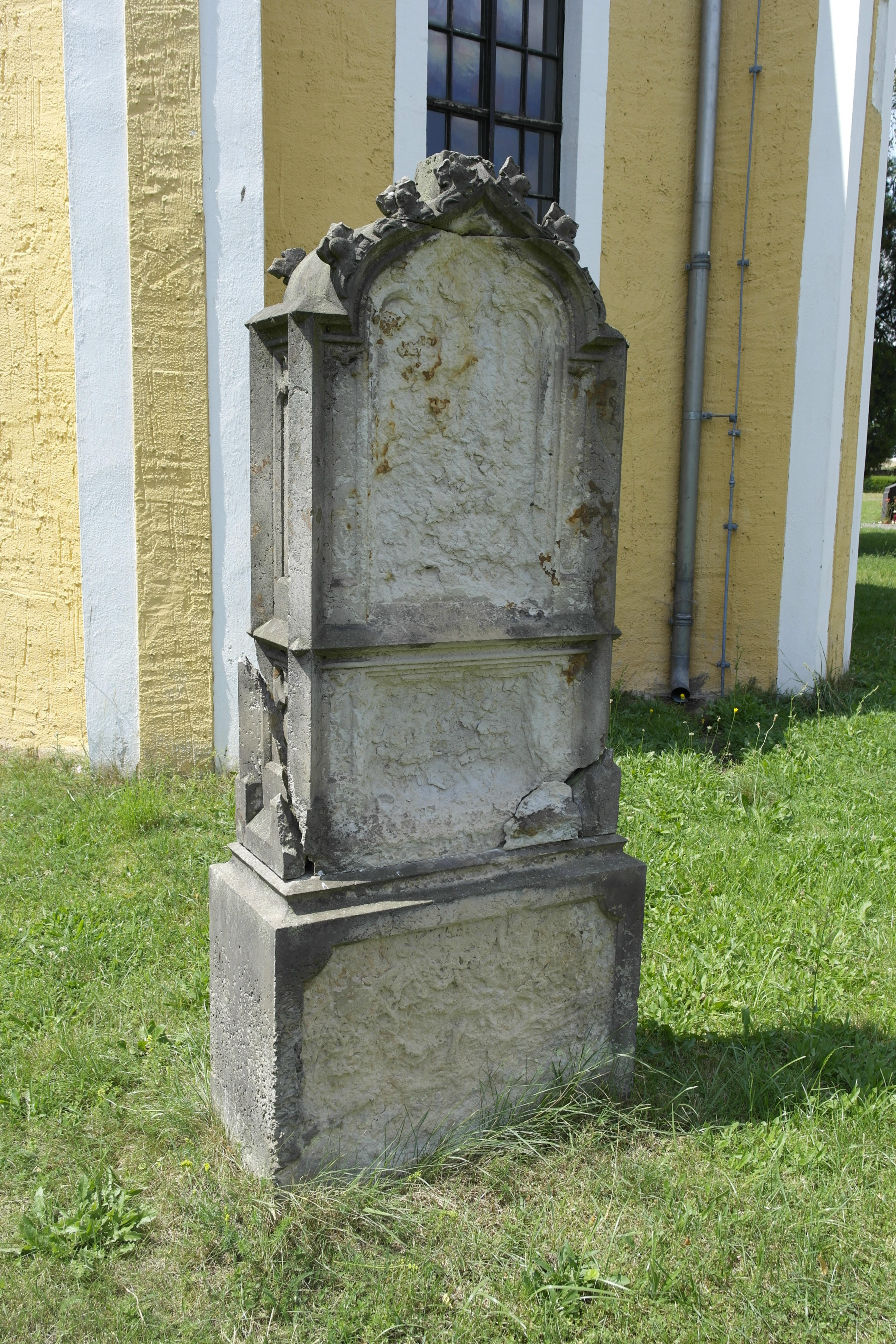
Grabmal
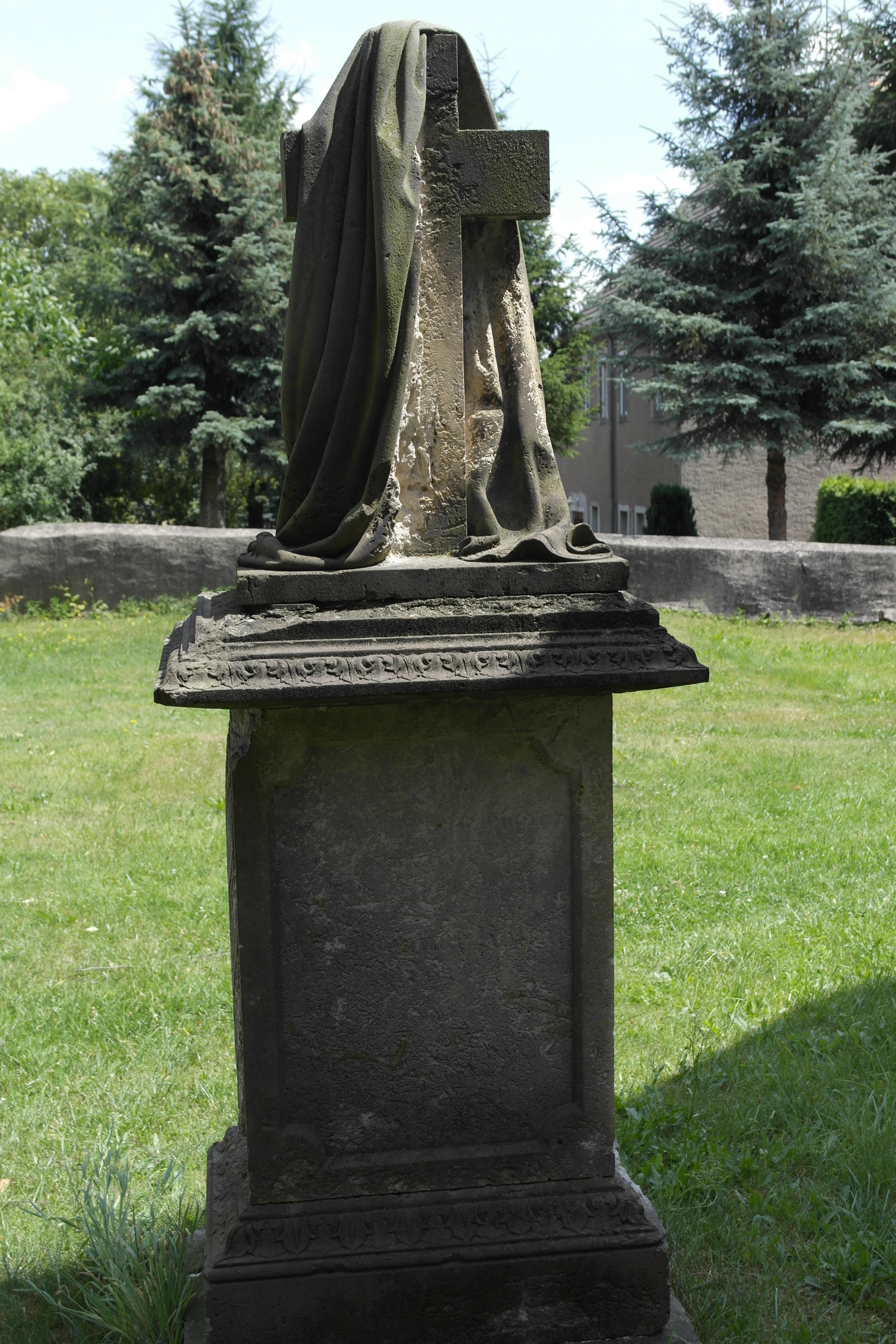
Grabmal